# 布雷瓦勒
布雷瓦勒（法語：Bréval，法語發音：[bʁeval] ⓘ）是法国中北部法兰西岛大区伊夫林省的一个市镇，属于芒特拉若利区。 

## 地理
布雷瓦勒（48°56'39"N, 1°32'1"E）面积11.38 平方千米，位于法国法蘭西島大區伊夫林省，该省份为法国北部内陆省份，北起瓦兹河谷省，西接厄尔省，西南接厄尔-卢瓦省，东南接埃松省，东临上塞纳省。
与布雷瓦勒接壤的市镇（或旧市镇、城区）包括：维利耶昂代瑟夫尔、布瓦西莫瓦森、诺夫莱特、圣伊利耶城、圣伊利耶勒布瓦。

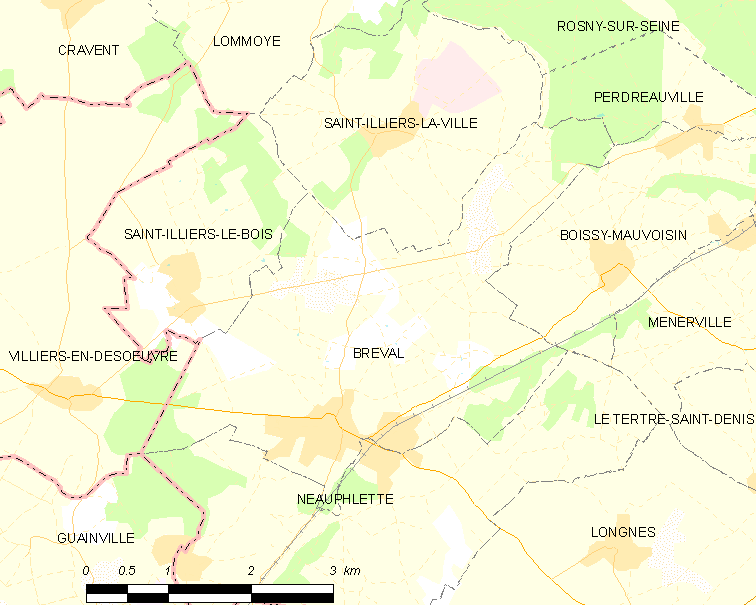
布雷瓦勒的OSM定位图

布雷瓦勒的时区为UTC+01:00、UTC+02:00（夏令时）。

## 行政
布雷瓦勒的邮政编码为78980，INSEE市镇编码为78107。

## 政治
布雷瓦勒所属的省级选区为塞纳河畔博尼耶尔县。

## 人口

1962-2008年间布雷瓦勒人口变化图示

布雷瓦勒于2022年1月1日时的人口数量为2031人。